# Mynytho
Mynytho är en by i Gwynedd i Wales. Byn är belägen 177,6 km 
från Cardiff. Orten har 603 invånare (2016).